# Xian autonome zhuang et yao de Lianshan
Pour les articles homonymes, voir Lianshan.
Le xian autonome zhuang et yao de Lianshan (连山壮族瑶族自治县 ; pinyin : Liánshān zhuàngzú yáozú Zìzhìxiàn) est un district administratif de la province chinoise du Guangdong. Il est placé sous la juridiction de la ville-préfecture de Qingyuan.

## Démographie
La population du district était de 111 780 habitants en 1999.